# Pop it

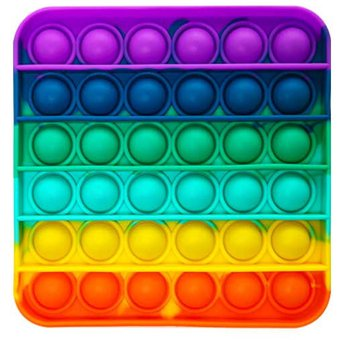
Pop it

Pop-It je antistresová hračka, obvykle jasně barevná silikonová destička s bublinkami podobnými bublinkové fólii, kterou lze otočit a znovu použít. Je dostupná v různých barvách, tvarech a velikostech, či jako klíčenka. Její popularita vzrostla na jaře 2021 během pandemie covidu-19, a to díky videím na sociální síti TikTok.